# 蓋刺魚科
蓋刺魚科（學名：Pomacanthidae）為輻鰭魚綱鱸形目的一科鱼类。

## 分布
本科魚類廣泛分布於全球各大洋的珊瑚礁區。

## 深度
大部份種類分佈水域廣闊，淺從潮池，一直到30至50公尺深。

## 特徵
本科魚類和蝴蝶魚科血緣相近。兩者最大的不同在於本科魚的前鰓蓋骨有一枚向後的尖銳硬棘，與蝴蝶魚科的區別在於前者俱有堅固的前鰓棘（鰓蓋的一部分）。 這一特徵也解釋了Pomacanthidae科名，源自希臘語 πομα，poma 意為“覆蓋”，ακάνθα，akantha 意為“刺”。本科魚體側扁，口小，具尖銳的細齒。幼魚時期頭部不具骨質板，腹鰭基部無發達的腋鱗。在外表型態上，很多種類的背鰭和臀鰭的軟條部形成尖長的突出部份。尾鰭為圓形或彎月形。體色變化相當豐富，除了會隨著年齡成長而改變外，有些種類的雌雄性別之間也有不同的體色。

## 分類
蓋刺魚科其下分9個屬，如下：

### 阿波魚屬(Apolemichthys)
- 弓背阿波魚 Apolemichthys arcuatus ：又稱弓紋刺蓋魚。
- 易變阿波魚 Apolemichthys armitagei
- 格里菲斯阿波魚 Apolemichthys griffisi
- 大眼阿波魚 Apolemichthys guezei
- 金氏阿波魚 Apolemichthys kingi
- 三點阿波魚 Apolemichthys trimaculatus
- 金點阿波魚 Apolemichthys xanthopunctatus
- 藍嘴阿波魚 Apolemichthys xanthotis
- 黃褐阿波魚 Apolemichthys xanthurus

### 荷包魚屬(Chaetodontoplus)
- 巴林荷包魚 Chaetodontoplus ballinae
- 淡斑荷包魚 Chaetodontoplus caeruleopunctatus
- 網紋頭荷包魚 Chaetodontoplus cephalareticulatus
- 黃頭荷包魚 Chaetodontoplus chrysocephalus
- 點荷包魚 Chaetodontoplus conspicillatus
- 絲絨荷包魚 Chaetodontoplus dimidiatus
- 杜寶荷包魚 Chaetodontoplus duboulayi ：又稱眼帶荷包魚。
- 黑身荷包魚 Chaetodontoplus melanosoma
- 梅氏荷包魚 Chaetodontoplus meredithi
- 中白荷包魚 Chaetodontoplus mesoleucus ：又稱黃尾荷包魚。
- 黑荷包魚 Chaetodontoplus niger
- 罩面荷包魚 Chaetodontoplus personifer
- 黃吻荷包魚 Chaetodontoplus poliourus
- 藍帶荷包魚 Chaetodontoplus septentrionalis
- 範氏荷包魚 Chaetodontoplus vanderloosi

### 月蝶魚屬(頰刺魚屬）(Genicanthus)
- 美麗月蝶魚 Genicanthus bellus ：又稱美麗頰刺魚。
- 紋尾月蝶魚 Genicanthus caudovittatus ：又稱紋尾頰刺魚。
- 月蝶魚 Genicanthus lamarck ：又稱頰刺魚、拉馬克刺蝶魚
- 黑斑月蝶魚 Genicanthus melanospilos ：又稱黑紋頰刺魚。
- 楯月蝶魚 Genicanthus personatus
- 半帶月蝶魚 Genicanthus semicinctus ：又稱半帶頰刺魚。
- 半紋月蝶魚 Genicanthus semifasciatus ：又稱半紋背頰刺魚。
- 棘月蝶魚 Genicanthus spinus ：又稱棘頰刺魚。
- 竹內月蝶魚 Genicanthus takeuchii ：又稱塔氏頰刺魚。
- 渡邊月蝶魚 Genicanthus watanabei ：又稱渡邊頰刺魚。

### 刺蝶魚屬(Holacanthus)
- 非洲刺蝶魚 Holacanthus africanus
- 百慕達刺蝶魚 Holacanthus bermudensis
- 額斑刺蝶魚 Holacanthus ciliaris
- 塞拉里昂刺蝶魚 Holacanthus clarionensis
- 伊薩刺蝶魚 Holacanthus isabelita
- 林博氏刺蝶魚 Holacanthus limbaughi
- 雀點刺蝶魚 Holacanthus passer
- 三色刺蝶魚 Holacanthus tricolor

### 副鋸刺蓋魚屬(Paracentropyge)
- 多帶副鋸刺蓋魚 Centropyge multifasciata

### 刺蓋魚屬（蓋刺魚屬）(Pomacanthus)
- 環紋刺蓋魚 Pomacanthus annularis ：又稱環紋蓋刺魚。
- 弓紋刺蓋魚 Pomacanthus arcuatus ：又稱灰面蓋刺魚。
- 阿拉伯刺蓋魚 Pomacanthus asfur ：又稱阿拉伯蓋刺魚。
- 黃尾刺蓋魚 Pomacanthus chrysurus ：又稱黃尾蓋刺魚。
- 主刺蓋魚 Pomacanthus imperator ：又稱條紋蓋刺魚。
- 斑紋刺蓋魚 Pomacanthus maculosus ：又稱斑紋蓋刺魚。
- 馬鞍刺蓋魚 Pomacanthus navarchus ：又稱馬鞍蓋刺魚、藍肩劍蓋魚。
- 巴西刺蓋魚 Pomacanthus paru ：又稱巴西蓋刺魚。
- 似菱形刺蓋魚 Pomacanthus rhomboides ：又稱似菱形蓋刺魚。
- 半環刺蓋魚 Pomacanthus semicirculatus ：又稱疊波蓋刺魚。
- 六帶刺蓋魚 Pomacanthus sexstriatus ：又稱六帶蓋刺魚。
- 黃顱刺蓋魚 Pomacanthus xanthometopon ：又稱黃顱蓋刺魚。
- 胸帶刺蓋魚 Pomacanthus zonipectus ：又稱胸帶蓋刺魚。

### 甲尻魚屬(Pygoplites)
- 甲尻魚 Pygoplites diacanthus ：又稱雙棘甲尻魚。

## 生態
本科魚類主要生活於溫暖而乾淨的珊瑚礁淺海域，平常喜歡單獨出來游動，不過偶而也會成群或成對出現。生性機警，所以即使在大白天都只在洞穴或陰暗處附近逗留活動，一遇到驚嚇就馬上溜回洞裡。採一夫多妻制，一條公魚大概有三妻四妾，而母魚之間也可一定順位。奇妙的是公魚死後，第一順位的母魚在短短的幾個禮拜裡變性為公魚來取代原有公魚的位置。屬肉食性或雜食性，以藻類、海綿、海鞘、珊瑚蟲等為食。有時則成群的在水層中覓食浮游生物。

## 經濟利用
本科魚類多為觀賞魚，較少人食用。